# Xalapa
Pour les articles homonymes, voir Jalapa.
Xalapa, officiellement Xalapa-Enríquez, parfois aussi nommée Jalapa, est une ville située dans le golfe du Mexique, chef-lieu de la municipalité de même nom et capitale de l'État de Veracruz, au Mexique, dont elle occupe la partie centrale.
La population de la ville était selon le recensement effectué en 2020 de 488 531 habitants. Actuellement, la ville a des graves problèmes de pollution. En tant que ville universitaire et capitale de la région, il y a un nombre considérable de voitures et de véhicules de transport, souvent non-conformes. La pollution atmosphérique est un problème majeur qui affecte les habitants de Xalapa.

## Géographie
La ville est établie dans le golfe du Mexique, dans l'intérieur des terres, au bord de cours d'eau mineurs, dont le Río Sedeño, tributaires du fleuve Río Actopan. La rivière Río Sordo, tributaire du fleuve Río Antigua, la borde au sud-ouest. La ville est donc établie à cheval sur deux bassins versants. Elle se situe également sur les contreforts est du massif montagneux de la Sierra Madre orientale, et au sein de la cordillère Néovolcanique, dont le volcan Cofre de Perote, culminant à 4 282 mètres, se situe à une dizaine de kilomètres à l'ouest.
Capitale de sa municipalité éponyme, elle est également rattachée à la « zona metropolitana de Xalapa », qui regroupe autour d'elle les municipalités limitrophes (soit celles de Banderilla, Coatepec, Coacoatzintla, Emiliano Zapata, Jilotepec, Rafael Lucio, Tlalnelhuayocan et Xico), regroupant une population totale de 789 157 habitants, tandis que la population de la ville de Xalapa était en 2020 de 488 531 habitants.

## Toponymie
La première partie du nom de la ville de Xalapa-Enríquez vient du nahuatl « Xallapan », qui signifie « source d'eau dans le sable ». Sa seconde partie a été ajointe en 1892, en l'honneur du gouverneur de l'État, Juan de la Luz Enríquez Lara, gouverneur entre 1884 et 1892. La graphie « Jalapa » se rencontre parfois, cela provient du fait que localement, la lettre « x » se prononce comme la « jota », la lette « j » espagnole. Un décret de 1978 est venu fixer l'orthographe de la ville avec un « x ».
« El chile jalapeño » (piment Jalapeño) tire son nom de cette ville.

## Histoire

### Période préhispanique
Les Totonaques furent le premier peuple qui s'établit autour de la colline « Macuiltepetl ».
Moctezuma Ilhuicamina, cinquième empereur aztèque, envahit le territoire pendant la seconde moitié du XVe siècle. Toute la région devint ainsi la possession de l'empire aztèque jusqu'à l'arrivée des Espagnols.

### Le récit traditionnel de la fondation de Xalapa
Selon un récit historiographique traditionnel, la ville est censée avoir été fondée au cours du XIVe siècle, plus précisément en 1313, par quatre groupes humains différents, fondant chacun un petit village : 
- Xallitic (« dans le sable »), réputé fondé par les Totonaques, autour de l'église d'El Calvario ;
- Techacapan (« rivière de déchets »), réputé fondé par les Chichimèques, correspondant au quartier de San José de La Laguna ;
- Tecuanapan (« rivière des bêtes »), dans le nord est, réputé fondé par les Toltèques, correspondant au quartier de Santa Maria de la Concepción ;
- Tlalmecapan (« rivière de bejucos » ), réputé fondé par les Teochichimèques, correspondant au quartier de Santiago.

Cette même tradition affirme que ces quatre villages se développèrent, puis se rejoignirent en formant un gros bourg qui reçut le nom de Xallapan, Des panneaux explicatifs à destination des touristes ont été mis en place entre 1991 et 1994 à l'emplacement de chacun des quatre noyaux primitifs supposés.
La recherche historique actuelle tend cependant à remettre en cause ce récit des origines, en montrant d'abord que son apparition dans l'historiographie est récente, et que les plus anciennes sources espagnoles (Francisco López de Gómara en 1552, Bernal Díaz del Castillo en 1568 ou Constantino Bravo de Lagunas en 1580) ne citent qu'un seul toponyme : Xalapa, sans aucune référence aux quatre villages de la tradition. Il faut en effet attendre les travaux de l'historien Manuel Rivera Cambas en 1869 pour voir apparaître les premiers éléments de cette tradition (l'auteur ne parle cependant que de trois noyaux primitifs, et non quatre, et ne les nomme pas), ainsi que la date de 1313, puis ceux de Manuel Rodríguez y Sáinz en 1970, où le quatrième noyau apparaît. Ces travaux récents montrent au contraire que ces quatre quartiers devenus « noyaux primitifs » dans le récit traditionnel, sont nés d'une subdivision territoriale de la ville décidée par son conseil municipal en 1810, à qui l'historiographie a ensuite essayé de d'offrir un passé préhispanique.
Cette recherche récente, en plus de son travail historiographique, s'appuie également sur les données de l'archéologie, et sur des fouilles menées en 1995 sur la colline de Malcuiltépec, ainsi qu'une série de fouilles menées en 2004 en divers points du centre actuel de Xalapa. Pour la colline de Malcuiltépec, l'occupation préhispanique couvre une période allant de 700 av. J.-C. à 600 de notre ère. Pour Techanapan, l'occupation couvre une période allant de 300 av. J.-C., à 300 de notre ère. Pour le secteur de Xallitic, la céramique couvre une large période historique comprise entre 900 av. J.-C. et 1521 de notre ère. Enfin, pour les secteurs de Tlalmecapan et de Xallapan, aucun vestige préhispanique n'est connu. Ces premières données issues de l'archéologie ne permettent pas non plus de confirmer le récit traditionnel des origines de la ville, et par leur diachronie et leur hétérogénéité, tendent à le remettre en cause.

### Naissance et structuration de la ville hispanique
Pour Xalapa, l'entrée dans la période hispanique s'effectue peut-être dès le courant du mois d'août 1519, lors de la marche d'Hernán Cortés vers Tenochtitlan. Parti le 16 août de Cempoala, ville des Totonaques localisée sur la côte du golfe du Mexique, il arrive à Tlaxcala le 2 septembre. Si Xalapa se situe entre ces deux localités, il n'est cependant pas certain que Cortés y soit passé,.
Une date plus assurée est celle de 1531, date à laquelle la route carrossable reliant Mexico à Veracruz, passant par Xalapa, commence à être aménagée. Cette même année voit le transfert d'un couvent de l'ordre des franciscains, fondé en 1525 à Calcahualco. Celui de Xalapa est placé sous l'invocation de la Nativité de Notre Dame et sera achevé en 1534. Détruit par un séisme en 1546, il sera reconstruit en 1556,. À proximité immédiate du couvent, est fondé en 1592 un hôpital, placé sous la protection de l'Immaculée Conception et géré par les religieux de la congrégation, devenue plus tard, en 1700, ordre de la Charité de San Hipólito (du nom du premier hôpital de la congrégation fondé à Mexico),. À l'instar de l'hôpital de Xalapa, d'autres hôpitaux, gérés par le même ordre et fondés par Bernardino Álvarez (es), furent établis le long des deux grandes routes reliant d'une part la capitale de la vice-royauté, Mexico, à l'Atlantique (port de Veracruz), et d'autre part Mexico au Pacifique (port d'Acapulco). De passage à Xalapa en 1634, le missionnaire anglais Thomas Gage décrit la ville comme peuplée de 2 000 habitants, tant espagnols qu'indiens, et dont la richesse repose sur la culture de la canne à sucre, l'élevage de la cochenille, servant à produire des teintures pour le textile, ainsi que sur son rôle de relais routier.
En 1641, l'évêque de Puebla, Juan de Palafox y Mendoza, ordonne l'érection de Xalapa au rang de paroisse. Celle-ci occupe dans un premier temps un bâtiment de l'hôpital de l'Immaculée Conception, avant qu'une véritable église ne soit bâtie à partir de 1650, reprenant le même vocable que l'hôpital. Dans les décennies suivantes, la population de la ville augmente, tandis que l'urbanisation gagne de nouveaux  quartiers, tels que Techacapan, Santa María, La Laguna et Santiago.

### Xalapa auXVIIIesiècle

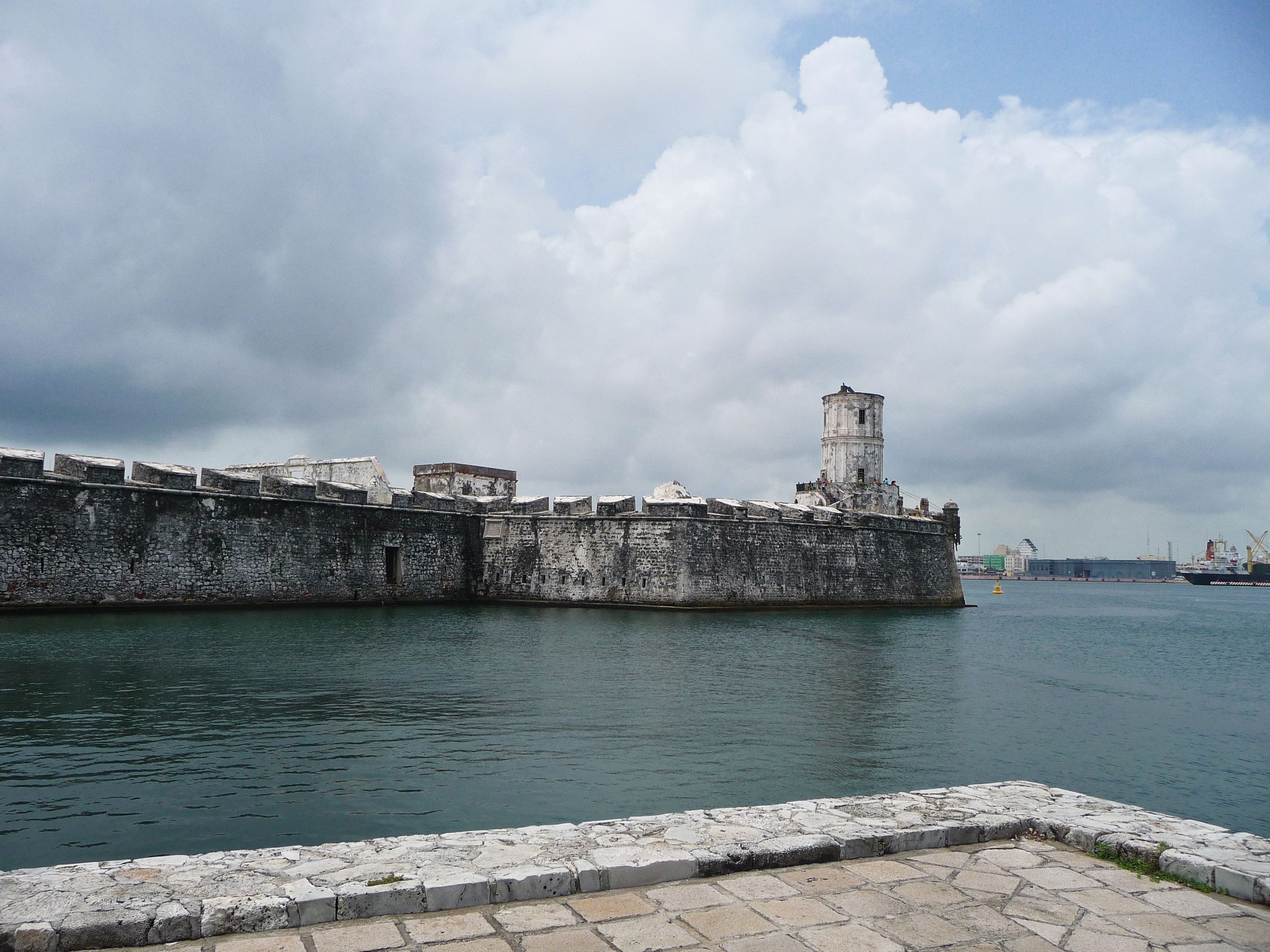
Entrée du port de San Juan de Ulúa à Veracruz, destination des navires marchands partant de Cadix

Le XVIIIe siècle connaît une phase importante du développement de la ville, avec l'établissement des foires de Xalapa. Cette création d'un foire s'inscrit dans le contexte d'une perte de vitesse du commerce entre les colonies espagnoles et la métropole au cours du XVIIe siècle. Dès 1705, le roi Philippe V créé un conseil pour la Restauration du commerce, dont l'issue est un décret, datant du 20 août 1718, déplaçant la foire de Mexico à Xalapa. La création de cette foire à Xalapa, qui concernera et les marchandises venues d'Espagne à destination du marché de la Nouvelle-Espagne, et celles de la colonie à destination de la métrople, s'inscrit dans un double cadre : celui d'une volonté de monopolisation du commerce entre les deux entités, et celui d'une rivalité entre les Consulado de Cadix et de Mexico pour le contrôle du commerce et de ses bénéfices. L'organisation de ce commerce faisait partie de la Flotte des Indes, qui structurait le commerce entre l'Espagne et ses colonies, et était organisé par convois alliant navires de commerce et galions pour leur protection, système nommé en espagnol Sistema de flotes y galeones. Les marchandises étaient transportées et concentrées dans le port de Cadix, de là convoyées jusqu'à Veracruz par mer, puis acheminées par route jusqu'à Xalapa, qui à son tour concentrait les productions de Nouvelle-Espagne. Ces foires existèrent officiellement à partir de 1718 (la première ne se tînt réellement qu'en 1720), tandis que leur arrêt officiel date de 1778, avec une dernière foire tenue effectivement en 1776. La cause de leur fin réside dans la promulgation en 1778 d'un nouveau règlement du commerce, ouvrant au libre échange, le Reglamento de libre comercio (1778) (es). Par suite de rivalités entre les Consulado de Cadix et de Mexico, elles se tinrent en 1723 et 1725 à Mexico, tandis qu'en raison de la guerre de Succession d'Autriche, où l'Espagne et l'Angleterre s'affrontaient, elles furent interrompues entre 1736 et 1749. La tenue de ces foires à Xalapa aura permis à la ville de se développer et de croître en population, tandis que les revenus du commerce allaient permettre la construction de l'église Santa Maria de la Concepción, dans le quartier de même nom.
Dès après les foires, les habitants de Xalapa demandent la création d’un ayuntamiento pour Xalapa, ainsi que des armoiries. En 1791, Vicente Nieto, fonctionnaire de la Couronne, décrit Xalapa comme une ville mixte hispano-indienne, peuplée de 7 300 habitants. Le roi Charles IV accorde ce statut à Xalapa en décembre 1791, et le premier conseil municipal se met en place en janvier 1794.
À la fin du XVIIIe siècle et à la veille de l'indépendance du Mexique, Xalapa relève de la vice-royauté de Nouvelle-Espagne, et au sein de la vice-royauté, du Royaume du Mexique. Au spirituel, Xalapa relevait du diocèse de Puebla. À partir de 1786, dans le cadre des Réformes bourboniennes et de la création des intendances, Xalapa relève de celle de Veracruz.

### Xalapa au XIXe siècle
Lors de la création de l'État de Veracruz et la promulgation de la constitution fédérale en 1824, l'occupation par les troupes espagnoles de l'île fortifiée de San Juan de Ulúa, faisant face à la ville de Veracruz, fit que la capitale de l'État fut établie loin des côtes, en sécurité face à une intervention militaire étrangère, à Xalapa[lire en ligne].
La ville devient siège de l'archidiocèse de Xalapa en 1855, avec pour cathédrale l'église de l'Immaculée-Conception.

### Xalapa au XXe siècle
Le 11 septembre 1944 est fondée l'Université de Veracruz.

## Éducation
La ville abrite l'un des cinq campus de l'Université de Veracruz, ainsi que son rectorat. Parmi les autres universités publiques, peuvent être mentionnés l'Instituto Tecnológico Superior de Xalapa, El Colegio de Veracruz, l'Universidad Popular Autónoma de Veracruz.

## Transports
La ville est desservie par l'aéroport national El Lencero, situé en périphérie est, entre les localités d'El Lencero et de Miradores, sur le territoire de la municipalité d'Emiliano Zapata.
Par le chemin de fer, la ville est desservie par le Ferrocarril Interoceánico de México (es), reliant la capitale Mexico au port de Veracruz, en passant par Puebla et Xalapa. Construite au XIXe siècle, la ligne a été gérée par la compagnie nationale Ferrocarriles Nacionales de México jusqu'à sa privatisation en 1995. Elle est depuis gérée par la compagnie Kansas City Southern de México.
Par route, la ville est desservie par les routes fédérales no 40 et 140D, qui la relient à Veracruz à l'est, et à Puebla, puis Mexico à l'ouest, tandis que la route no 7, puis la 125, la relient au sud à Córdoba.

## Culture et patrimoine

### Centre historique
Le cœur historique de la ville s'articule autour de la rue Juan de la Luz Enríquez. Il comprend au sud de cet axe le Parc Juárez et le Palais du Gouverneur de l'État, au nord la cathédrale, donnant sur la place Lerdo, le Palais municipal et au nord de la cathédrale, donnant sur la rue Benito Juárez, le « Colegio Preparatorio de Xalapa ».
Le Parc Juárez a été aménagé à l'emplacement de l'ancien couvent franciscain de la Nativité de Notre Dame, bâti entre 1536 et 1556. Il était à l'époque le deuxième construit au Mexique. En partie abandonné au XIXe siècle, puis occupé par les troupes américaines entre 1846 et 1848, lors de la guerre américano-mexicaine, l'état de dégradation du monument conduit à sa destruction en 1889. Il est alors remplacé par un parc, dédié à l'ancien président mexicain Benito Juárez. Le parc est inauguré en 1892. Localisé pour partie sur une terrasse en hauteur, le parc offre aujourd'hui, dans un environnement végétalisé, un point de vue sur la ville et les reliefs environnants, dont les volcans de Cofre de Perote et le Pic d'Orizaba.
La cathédrale de l'Immaculée Conception, siège de l'archidiocèse de Xalapa, est l'un des principaux monuments de la ville ; elle est de style baroque pour ses parties anciennes (XVIIe – XVIIIe), et néogothique pour les plus récentes (XIXe – XXe siècles). Son histoire commence réellement en 1641, lorsque l'évêque de Puebla, Juan de Palafox y Mendoza, ordonne l'érection de Xalapa au rang de paroisse, et que s'édifie une première église en bois. À la suite d'un incendie, celle-ci est reconstruite en pierre, à partir de 1678. Achevée en 1684, elle est alors dédiée à l'Immaculée Conception. Agrandie ensuite régulièrement, une dernière campagne de construction importante survient en 1712, où l'église acquiert les trois nefs connues aujourd'hui. L'église est érigée au statut de cathédrale en 1864, lors de la création du diocèse de Veracruz. L'ornementation de l'édifice est remaniée sous le quatrième évêque de Xalapa, Joaquín Arcadio Pagaza y Ordóñez, entre 1895 et 1919, qui la dote notamment d'un portail de style néogothique.
Le Palais du Gouverneur se dresse face à la cathédrale et à la place Lerdo. Avant sa construction, s'élevait à son emplacement un hôpital de charité, placé sous la protection de l'Immaculée Conception. Fondé en 1592, cet hôpital disparaît au XIXe siècle. La construction de l'actuel Palais débute en 1855, mais la fonction du bâtiment est alors celle de Palais municipal. De style néoclassique, l'actuel Palais présente une façade dotée d'arcs en plein cintres appuyés sur des pilastres dodécagonaux.

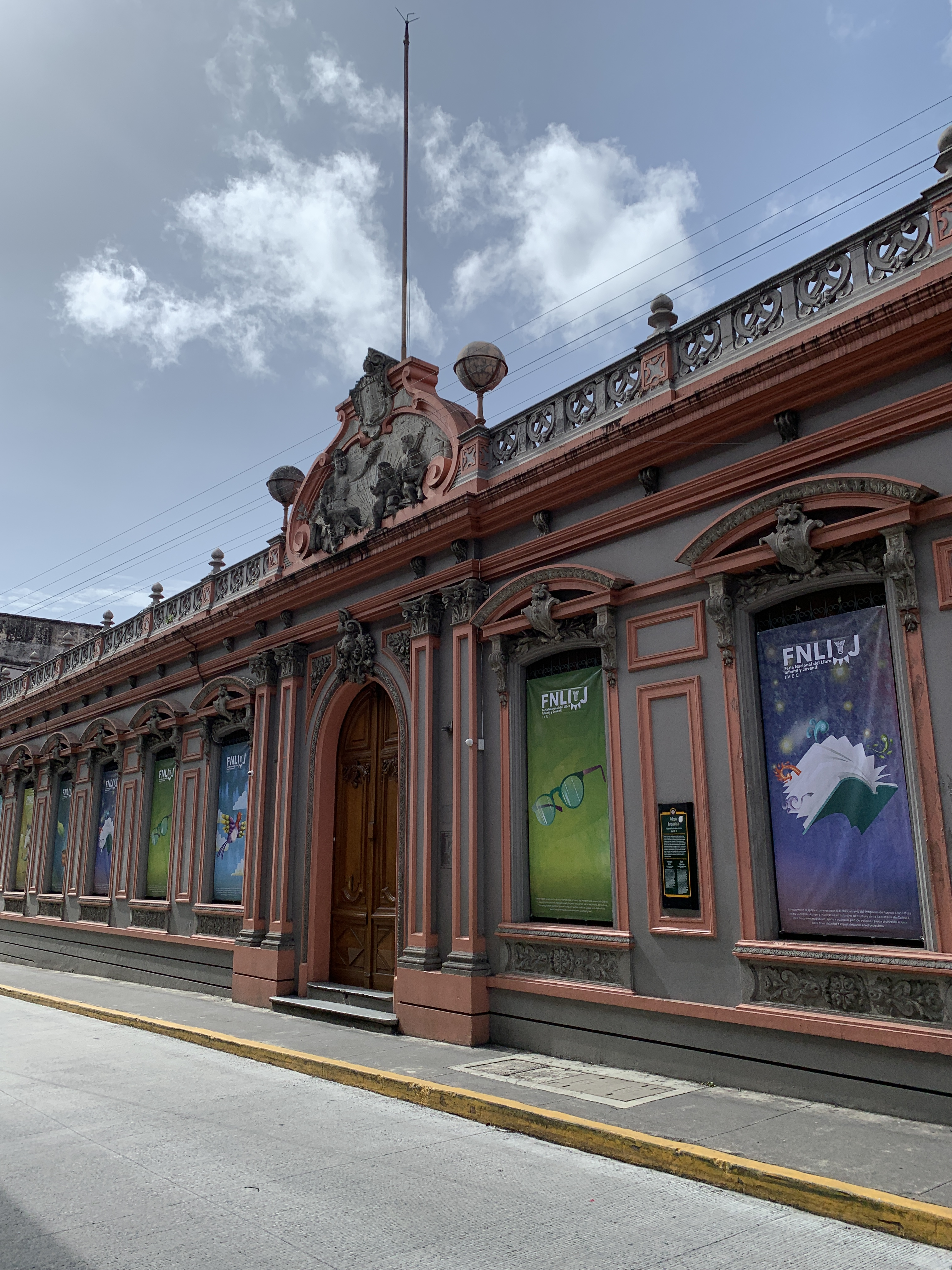
Colegio Preparatorio de Xalapa

Le Colegio Preparatorio de Xalapa est établi au nord de la cathédrale. La fondation de cette institution d'enseignement, d'abord nommée Collège national de Xalapa, remonte à un décret présidentiel de Antonio López de Santa Anna en 1843. Ce premier établissement s'installe alors dans une aile délabrée de l'ancien couvent franciscain (depuis remplacé par le Parc Juárez). Mais lors de la guerre américano-mexicaine (1846-1848), le couvent sert de caserne aux troupes américaines, et le collège doit quitter les lieux. C'est le début d'une période d'instabilité et de pérégrinations pour le collège, qui prend fin en 1901, lorsqu'est inauguré l'actuel bâtiment. Celui-ci est de style néoclassique, avec des intérieurs rococo. L'édifice abrite une vaste bibliothèque historique.

### Autres monuments

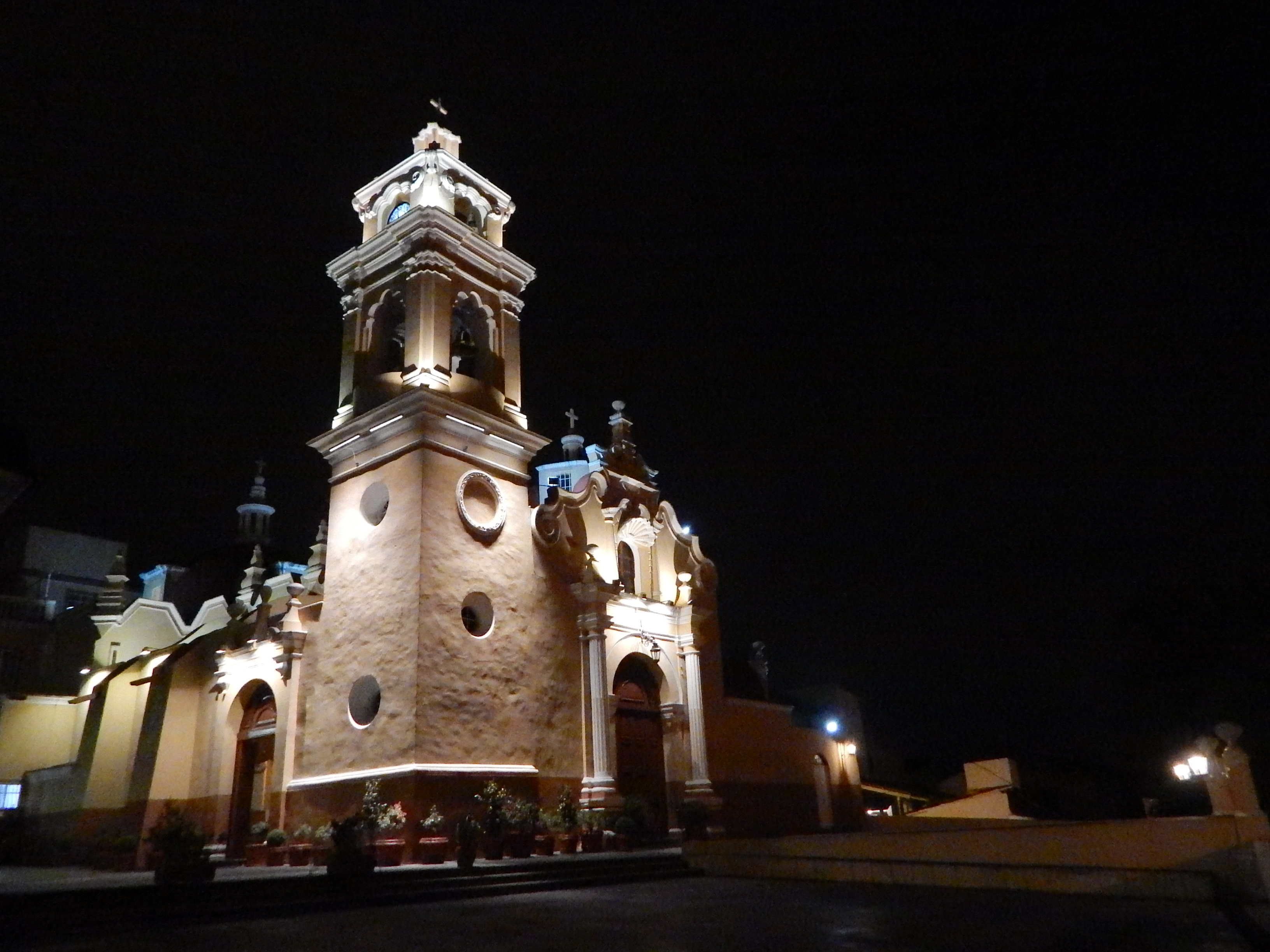
Église San José.

Érigée à quelque 800 mètres au nord du centre historique, l'église Nuestro Señor del Calvario, commémorant la Passion du Christ au Golgotha, se signale par l'ancienneté de ses origines. Celle-ci est en effet fondée comme ermitage dès 1564. L'édifice devient ensuite une église, après deux reconstructions successives en 1805 et 1826. De style baroque, avec deux tours flanquant le porche, l'édifice abrite trois retables des XVIIe et XVIIIe siècles, amenés au Calvario avant la démolition du couvent franciscain de la Nativité de Notre-Dame. Le premier, datant du XVIIe siècle, est dédié à Santiago Apóstol (soit à Jacques le Majeur), le deuxième est dédié à François d'Assise (San Francisco de Asis), et date du XVIIIe, le troisième est dédié à San Juan Nepomuceno (soit Jean Népomucène) et date des XVIIe – XVIIIe siècles.
Localisée à plus d'un kilomètre à l'est du centre, l'église del Señor San José (soit Saint-Joseph) est elle aussi d'origine ancienne, puisque sa fondation comme chapelle remonte à 1535. L'édifice est reconstruit en 1770, puis devient église paroissiale dès 1773. Dans son état actuel, l'édifice présente une combinaison de trois styles architecturaux : mudéjare, gothique et baroque. Le bâtiment comprend une nef centrale et deux nefs latérales, ainsi qu'un atrium. Ayant servi de caserne durant la Révolution mexicaine en 1920, puis ayant subi un incendie en 1931, l'édifice a dû faire l'objet de plusieurs restaurations.

### Musée d'ethnologie
La ville possède un superbe musée d'ethnologie, dont le bâtiment actuel date de 1986. Il abrite entre autres quelques œuvres majeures de l'art mésoaméricain provenant du Veracruz, parmi lesquelles sept des têtes colossales olmèques provenant de San Lorenzo, la sculpture olmèque connue sous le nom de « Seigneur de Las Limas » et la très controversée Stèle de La Mojarra.

## Épidémiologie
Actuellement, la ville a des graves problèmes de pollution. En tant que ville universitaire et capitale de la région, il y a un nombre considérable de voitures et de véhicules de transport, souvent non-conformes. La pollution atmosphérique est un problème majeur qui affecte les habitants de Xalapa. Dans la région de Xalapa et Banderilla ainsi que dans d'autres municipalités de l'État, il existe de nombreux cas de personnes souffrant de maladies congénitales (de naissance) et des altérations de la santé liées au cancer.

## Personnalités liées à la ville
- Alexander von Humboldt (1759-1859), naturaliste, géographe et explorateur allemand, est de passage à Xalapa en 1803, lors de son expédition en Amérique[30].
- Antonio López de Santa Anna (1794-1876), président des États-Unis mexicains à plusieurs reprises entre 1833 et 1855, est natif de Xalapa.

## Jumelage
- Covina (États-Unis) depuis 1964

## Évêché
- Archidiocèse de Xalapa
- Cathédrale de Xalapa